# Llet agra
La llet agra és un producte làctic que s'obté mitjançant la fermentació de la llet amb el bacteri Lactobacillus. És similar en textura al iogurt i al quefir, però es tracta d'un tipus diferent de bacteri causant de la fermentació, i aquest fenomen afecta el gust. És molt habitual a la cuina de Polònia, Noruega, Suècia, Finlàndia, Alemanya Bulgària. En alemany, és coneguda com a Sauermilch o Dickmilch , en suec, com a filmjölk, en noruec com a surmelk o kulturmelk i en finès com a piimä o viili.
La llet agra es ven en petits recipients similars als iogurts, en alguns països pot arribar a envasos de prop d'un litre. Aquest producte es fa servir com el iogurt per a ser servit en l'esmorzar juntament amb cereals, musli o flocs de blat de moro. El sabor està molt en conjunció amb altres fruites àcides com ara la maduixa.
A Finlàndia és comú prendre-la de beguda durant els àpats, de la mateixa manera que es pren l'aigua.
És usada també en altres països de Llatinoamèrica com Nicaragua, on és produïda i venuda de la mateixa manera que la llet comuna, es pot aconseguir durant tot l'any. La més popular és la de fabricació casolana, també hi ha de fabricació industrial com la de l'empresa Parmalat. A Nicaragua, la llet agra és considerada una plat base nacional, que no pot faltar als esmorzars i caps de setmana.